# Lillian Randolph
Lillian Randolph, född 14 december 1898 i Knoxville, Tennessee, död 12 september 1980 i Los Angeles i Kalifornien, var en amerikansk skådespelare och sångare. Randolph är främst känd för rollerna som Annie i Livet är underbart (1946) och Bessie i Jag såg honom först! (1947).

## Filmografi i urval
- 1938 – Dockhustrun
- 1939 – En dag på cirkus
- 1940 – Little Men
- 1942 – Dårarnas paradis
- 1942 – Glasnyckeln
- 1943 – Det starka är det sköna värt
- 1943 – Hoosier Holiday
- 1944 – Döden kan ej vittna
- 1944 – Med flickor i lasten
- 1944 – Mark Twains äventyr
- 1944 – Gildersleeve's Ghost
- 1946 – Livet är underbart
- 1947 – Tvålfagra löften
- 1947 – Jag såg honom först!
- 1948 – Sov, min älskling!
- 1949 – Once More, My Darling
- 1951 – Grabben är min
- 1952 – Landet bortom bergen
- 1964 – Hysch, hysch, Charlotte!
- 1975 – En gång är inte nog
- 1978 – Magic
- 1979 – Polisbil 6-Z-4 svarar inte